# Gare de Quincieux
Gare de Quincieux – przystanek kolejowy w Quincieux, w departamencie Rodan, w regionie Owernia-Rodan-Alpy, we Francji.
Został otwarty w 1900 roku przez Compagnie des chemins de fer de Paris à Lyon et à la Méditerranée (PLM). Obecnie jest przystankiem kolejowym Société nationale des chemins de fer français (SNCF) obsługiwanym przez pociągi TER Rhône-Alpes.